# Boucles de la Mayenne 2022
47. ročník etapového cyklistického závodu Boucles de la Mayenne se konal mezi 26. a 29. květnem 2022 ve francouzském departementu Mayenne. Celkovým vítězem se stal Francouz Benjamin Thomas z týmu Cofidis. Na druhém a třetím místě se umístili Francouz Benoît Cosnefroy (AG2R Citroën Team) a Španěl Alex Aranburu (Movistar Team). Závod byl součástí UCI ProSeries 2022 na úrovni 2.Pro.

## Týmy
Závodu se zúčastnilo 5 z 18 UCI WorldTeamů, 12 UCI ProTeamů a 5 UCI Continental týmů. Všechny týmy nastoupily na start s šesti závodníky kromě týmů UAE Team Emirates, Drone Hopper–Androni Giocattoli a Nice Métropole Côte d'Azur s pěti jezdci. Alexys Brunel (UAE Team Emirates) se nepostavil na start 1. etapy, závod tak odstartovalo 128 jezdců. Do cíle v Lavalu dojelo 108 z nich.
UCI WorldTeamy
- AG2R Citroën Team
- Cofidis
- Groupama–FDJ
- Movistar Team
- UAE Team Emirates

UCI ProTeamy
- Arkéa–Samsic
- B&B Hotels–KTM
- Bingoal Pauwels Sauces WB
- Burgos BH
- Caja Rural–Seguros RGA
- Drone Hopper–Androni Giocattoli
- Equipo Kern Pharma
- Euskaltel–Euskadi
- Human Powered Health
- Sport Vlaanderen–Baloise
- Team TotalEnergies
- Uno-X Pro Cycling Team

UCI Continental týmy
- Go Sport–Roubaix–Lille Métropole
- Nice Métropole Côte d'Azur
- St. Michel–Auber93
- Team Lotto–Kern Haus
- Team U Nantes Atlantique

## Trasa a etapy
| Etapa         | Datum         | Trasa                                         | Vzdálenost | Typ    | Typ           | Vítěz                       |
| ------------- | ------------- | --------------------------------------------- | ---------- | ------ | ------------- | --------------------------- |
| 1             | 26. května    | Saint-Pierre-des-Landes – Andouillé           | 180 km     |        | Zvlněná etapa | Jason Tesson (FRA)          |
| 2             | 27. května    | Jublains – Pré-en-Pail-Saint-Samson           | 171 km     |        | Zvlněná etapa | Benjamin Thomas (FRA)       |
| 3             | 28. května    | Saint-Berthevin – Château-Gontier-sur-Mayenne | 188 km     |        | Zvlněná etapa | Amaury Capiot (BEL)         |
| 4             | 29. května    | Martigné-sur-Mayenne – Laval                  | 180 km     |        | Zvlněná etapa | Juan Sebastián Molano (COL) |
| Celková délka | Celková délka | Celková délka                                 | 719 km     | 719 km | 719 km        | 719 km                      |

## Průběžné pořadí
| Etapa          | Vítěz                 | Celkové pořadí  | Bodovací soutěž | Vrchařská soutěž  | Soutěž mladých jezdců | Soutěž týmů        |
| -------------- | --------------------- | --------------- | --------------- | ----------------- | --------------------- | ------------------ |
| 1              | Jason Tesson          | Jason Tesson    | Jason Tesson    | Lindsay De Vylder | Jason Tesson          | Team TotalEnergies |
| 2              | Benjamin Thomas       | Benjamin Thomas | Benjamin Thomas | Gilles De Wilde   | Finn Fisher-Black     | Team TotalEnergies |
| 3              | Amaury Capiot         | Benjamin Thomas | Jason Tesson    | Gilles De Wilde   | Finn Fisher-Black     | Team TotalEnergies |
| 4              | Juan Sebastián Molano | Benjamin Thomas | Orluis Aular    | Gilles De Wilde   | Jake Stewart          | Team TotalEnergies |
| Konečné pořadí | Konečné pořadí        | Benjamin Thomas | Orluis Aular    | Gilles De Wilde   | Jake Stewart          | Team TotalEnergies |

- V 2. etapě nosil Bram Welten, jenž byl druhý v bodovací soutěži, zelený dres, protože vedoucí závodník této klasifikace Jason Tesson nosil žlutý dres pro lídra celkového pořadí. Ze stejného důvodu nosil Milan Fretin, jenž byl druhý v soutěži mladých jezdců, bílý dres.
- Ve 3. etapě nosil Jason Tesson, jenž byl druhý v bodovací soutěži, zelený dres, protože vedoucí závodník této klasifikace Benjamin Thomas nosil žlutý dres pro lídra celkového pořadí.

## Konečné pořadí
| Legenda | Legenda                         | Legenda | Legenda                               |
| ------- | ------------------------------- | ------- | ------------------------------------- |
|         | Označuje lídra celkového pořadí |         | Označuje lídra vrchařské soutěže      |
|         | Označuje lídra bodovací soutěže |         | Označuje lídra soutěže mladých jezdců |

### Celkové pořadí
| Pořadí | Jezdec                 | Tým                       | Čas         |
| ------ | ---------------------- | ------------------------- | ----------- |
| 1      | Benjamin Thomas (FRA)  | Cofidis                   | 16h 40' 22" |
| 2      | Benoît Cosnefroy (FRA) | AG2R Citroën Team         | + 3"        |
| 3      | Alex Aranburu (ESP)    | Movistar Team             | + 6"        |
| 4      | Julien Simon (FRA)     | Team TotalEnergies        | + 10"       |
| 5      | Marco Tizza (ITA)      | Bingoal Pauwels Sauces WB | + 10"       |
| 6      | Jake Stewart (GBR)     | Groupama–FDJ              | + 12"       |
| 7      | Romain Hardy (FRA)     | Arkéa–Samsic              | + 14"       |
| 8      | Idar Andersen (NOR)    | Uno-X Pro Cycling Team    | + 16"       |
| 9      | Louis Barré (FRA)      | Team U Nantes Atlantique  | + 19"       |
| 10     | Anthony Turgis (FRA)   | Team TotalEnergies        | + 20"       |

### Bodovací soutěž
| Pořadí | Jezdec                      | Tým                              | Body |
| ------ | --------------------------- | -------------------------------- | ---- |
| 1      | Orluis Aular (VEN)          | Caja Rural–Seguros RGA           | 42   |
| 2      | Amaury Capiot (BEL)         | Arkéa–Samsic                     | 41   |
| 3      | Bram Welten (NED)           | Groupama–FDJ                     | 39   |
| 4      | Jason Tesson (FRA)          | St. Michel–Auber93               | 33   |
| 5      | Juan Sebastián Molano (COL) | UAE Team Emirates                | 32   |
| 6      | Julien Simon (FRA)          | Team TotalEnergies               | 32   |
| 7      | Alex Aranburu (ESP)         | Movistar Team                    | 31   |
| 8      | Jérémy Lecroq (FRA)         | B&B Hotels–KTM                   | 28   |
| 9      | Thomas Boudat (FRA)         | Go Sport–Roubaix–Lille Métropole | 27   |
| 10     | Benjamin Thomas (FRA)       | Cofidis                          | 25   |

### Vrchařská soutěž
| Pořadí | Jezdec                   | Tým                        | Body |
| ------ | ------------------------ | -------------------------- | ---- |
| 1      | Gilles De Wilde (BEL)    | Sport Vlaanderen–Baloise   | 74   |
| 2      | Paul Hennequin (FRA)     | Nice Métropole Côte d'Azur | 46   |
| 3      | Lindsay De Vylder (BEL)  | Sport Vlaanderen–Baloise   | 19   |
| 4      | Joey Rosskopf (USA)      | Human Powered Health       | 18   |
| 5      | Damien Touzé (FRA)       | AG2R Citroën Team          | 14   |
| 6      | Louis Barré (FRA)        | Team U Nantes Atlantique   | 10   |
| 7      | Romain Cardis (FRA)      | St. Michel–Auber93         | 10   |
| 8      | Dimitri Peyskens (BEL)   | Bingoal Pauwels Sauces WB  | 8    |
| 9      | Greg Van Avermaet (BEL)  | AG2R Citroën Team          | 6    |
| 10     | Mathieu Burgaudeau (FRA) | Team TotalEnergies         | 6    |

### Soutěž mladých jezdců
| Pořadí | Jezdec                   | Tým                      | Čas         |
| ------ | ------------------------ | ------------------------ | ----------- |
| 1      | Jake Stewart (GBR)       | Groupama–FDJ             | 16h 40' 34" |
| 2      | Idar Andersen (NOR)      | Uno-X Pro Cycling Team   | + 4"        |
| 3      | Louis Barré (FRA)        | Team U Nantes Atlantique | + 7"        |
| 4      | Mathieu Burgaudeau (FRA) | Team TotalEnergies       | + 11"       |
| 5      | Lewis Askey (GBR)        | Groupama–FDJ             | + 11"       |
| 6      | Axel Mariault (FRA)      | Team U Nantes Atlantique | + 11"       |
| 7      | Ward Vanhoof (BEL)       | Sport Vlaanderen–Baloise | + 41"       |
| 8      | Paul Penhoët (FRA)       | Groupama–FDJ             | + 41"       |
| 9      | Jon Barrenetxea (ESP)    | Caja Rural–Seguros RGA   | + 41"       |
| 10     | Josu Etxeberria (ESP)    | Caja Rural–Seguros RGA   | + 41"       |

### Soutěž týmů
| Pořadí | Tým                       | Čas         |
| ------ | ------------------------- | ----------- |
| 1      | Team TotalEnergies        | 50h 02' 02" |
| 2      | Groupama–FDJ              | + 4"        |
| 3      | AG2R Citroën Team         | + 30"       |
| 4      | Cofidis                   | + 46"       |
| 5      | Arkéa–Samsic              | + 58"       |
| 6      | St. Michel–Auber93        | + 1' 13"    |
| 7      | Burgos BH                 | + 1' 13"    |
| 8      | Movistar Team             | + 1' 40"    |
| 9      | Bingoal Pauwels Sauces WB | + 1' 40"    |
| 10     | Sport Vlaanderen–Baloise  | + 1' 53"    |